# Chambre des comptes
Le nom de chambre des comptes a été appliqué à plusieurs institutions judiciaires chargées de vérifier les comptes publics et la gestion financière des agents de l'État. De telles institutions ont existé dans la Grèce antique et la République romaine. Au Moyen Âge, elles apparaissent d'abord dans le duché de Normandie avant d'être imitées dans le royaume d'Angleterre, le royaume de France et plusieurs principautés qui leur sont liées. En France sous l'Ancien Régime, il y a des chambres des comptes dans les principales provinces. Elles sont dissoutes à la Révolution française. Leurs attributions sont en partie reprises par la cour des comptes.

## La gestion des deniers publics dans le monde antique

### Droit athénien
À Athènes, chaque candidat à une magistrature publique doit, avant son élection, se soumettre à une enquête sur sa citoyenneté, ses capacités et sa conduite, la docimasie (δοκιμασία). Il ne doit pas être frappé d'atimie (ἡ ἀτιμία). À la sortie de sa fonction, il doit rendre compte de son administration. Ses comptes financiers sont étudiés par des vérificateurs, les logistes qui remettent leurs conclusions à des correcteurs, les euthynes, qui peuvent recevoir en audience publique les plaintes des citoyens contre le magistrat sortant. S'ils le jugent nécessaire, ils peuvent renvoyer le magistrat sortant devant les juges des dèmes quand il y a atteinte à des intérêts privés. Quand il y a atteinte aux intérêts publics, ces conclusions sont transmis aux archontes thesmothètes qui organisent le procès devant les héliastes. À Athènes, la procédure judiciaire n'est entamée que lorsqu'il y a contentieux. Cette procédure peut être entamée par tout citoyen, souvent pour des raisons politiques.

### Droit romain
Dans la République romaine, le droit a créé la distinction entre les magistrats ordonnateurs et les comptables. Les ordonnateurs sont les consuls, puis les censeurs. Les comptables sont les questeurs. Ces magistrats doivent rendre des comptes à leur sortie de fonction devant le Sénat. Le Sénat statue sur les reproches sur la gestion du magistrat sortant. Ces reproches sont ensuite portés devant des commissions permanentes (quaestiones perpetuae créées par la Lex Calpurnia de repetundis en 149 av. J.-C.). 
Dans le droit romain, comme dans le droit athénien, la procédure judiciaire n'est entamée que s'il y a contentieux.

## Chambres des comptes en Normandie, en Angleterre et en France

### Origines normandes
Les études historiques faites par Léopold Delisle et Charles Homer Haskins ont montré que l'origine des Chambres des comptes se trouve dans l'Échiquier créé par les ducs de Normandie. Cet organisme de contrôle des comptes des officiers du domaine du duc sont connus depuis le début du XIIe siècle, mais qui existait antérieurement. Ces études n'ont pas permis de savoir si cette institution a été apportée par les Normands avant leur installation en Normandie, ou si elle a été inventée après leur installation.
L'originalité de cette institution vient d'un principe nouveau que l'Échiquier de Normandie introduit : tout compte doit être non seulement vérifié, mais jugé, c'est-à-dire que tout comptable doit rendre compte de sa gestion, mais aussi doit s'en justifier devant un juge qui doit examiner si cette gestion est régulière, et, si c'est le cas, en décharger le comptable dont la responsabilité est alors protégée de toute action ultérieure. Dans le cas où sa gestion n'est pas jugée régulière, le comptable est responsable personnellement sur le plan pécuniaire pour les recettes.

### L'Échiquier anglais
Les barons normands ont mené plusieurs expéditions de conquête, particulièrement en Angleterre et en Italie du Sud au XIe siècle. Ils ont amené leurs institutions dans les territoires où ils se sont établis : l'Angleterre et la Sicile, plus tard Naples. 
L'Exchequer anglais a perduré comme cour de justice jusqu'en 1834 avec le Chief Baron of the Exchequer et subsiste avec sa cour inférieure avec le Trésor britannique et un de ses officiers, le chancelier de l'Échiquier.
Jean-Philippe Genet rappelle que l'Échiquier anglais est différent de la Chambre des comptes de Paris à partir des transformations introduites par le roi d'Angleterre Henri II. L'Échiquier anglais se divisait en deux chambres :
- la Chambre basse, Lower Exchequer (« Bas-Échiquier »), qui est une Chambre aux deniers placée sous la responsabilité du Trésorier et des chambellans et où travaillent leurs délégués, qui est une administration financière. L'écriture dans les registres de la Chambre basse avec une division en sept colonnes correspondant de gauche à droite aux deniers, aux sous, aux livres, aux vingtaines, centaines, milliers et dizaines de milliers de livres permettait de faire des calculs et des contrôles faciles.
- la Chambre haute, Upper Exchequer (« Haut-Échiquier »), qui est une cour des comptes, cour de justice financière où on peut faire facilement appel, où travaillent le Trésorier et les chambellans. Le roi peut demander à des personnages importants d'y siéger, et lui-même peut présider la cour dans les grandes occasions. C'est en général son Justicier qui le représente et de grands officiers ou leurs représentants sont nommés par le roi et ils forment le groupe des barons de l'Échiquier, avec le Chief Baron of the Exchequer. C'est dans le groupe des barons de l'Échiquier que va apparaître en Angleterre les premiers juges qui vont se professionnaliser. Paul Brand montre dans son livre[4] que les réformes introduites par Henri II ont conduit à la naissance de la Common law[5], origine du système juridique et administratif britannique.

### Implantation du système en France
Dans le royaume de France, le rôle primordial est tenu par les représentants personnels du roi et le parlement de Paris. Ils n'ont pas permis à la Chambre des comptes de Paris d'être à l'origine de la justice royale.
En France, la chambre des comptes est une cour souveraine devant laquelle les personnes ou organisations chargées de la gestion du domaine du roi ou d'un prince doivent déposer leurs comptes où ils sont audités par des maîtres qui vérifient la conformité des recettes et des dépenses. La Chambre des comptes s'assure de la conservation du domaine de la Couronne. En cas de contentieux entre le maître chargé d'étudier les comptes qui lui sont soumis et l'officier les ayant présentés, le litige était porté devant un juge. La particularité de la Chambre des comptes, en France, est que les comptes des deniers publics étaient rendus devant un juge même en l'absence d'un contentieux.

### Chambre des comptes de Paris
La Chambre des comptes de Paris, issue de la curia regis, a pour objet de recevoir et de juger les comptes remis par les officiers du roi chargés des recettes et dépenses de la partie du domaine royal qui lui est confiée ainsi que de la non aliénation du domaine.
Son organisation va se mettre en place progressivement sous la pression du financement du royaume et du coût des guerres. Jusqu'au début du règne de Philippe le Bel, le roi de France a pu financer ses dépenses à partir des revenus de son domaine en mettant de l'ordre dans sa gestion. Ce premier temps correspond à la mise en ordre commencée par Louis IX en respectant le principe le roi doit vivre du sien. Avec le développement du royaume et des guerres, dès le début du règne de Philippe le Bel, les finances du domaine ne suffisent plus et les conseillers du roi cherchent des solutions pour augmenter ses ressources : manipulations de la monnaie, taxes sur les Juifs, les Lombards, suppression de l'ordre du Temple, décimes sur l'Église, création de nouveaux impôts comme la gabelle. Dans cette phase intermédiaire, la Chambre des comptes n'est pas encore instituée mais des conseillers spécialisés dans la gestion des comptes apparaissent. Sous le règne de Philippe le Bel on voit le début de la séparation entre ces conseillers et la curia regis, la cour où les nobles et les proches conseillers du roi se réunissent en parlement, c'est-à-dire pour parler des affaires du royaume. Pour éviter que ces nobles interviennent pendant le travail des maîtres des comptes, le roi leur interdit l'entrée dans la chambre où ils se réunissent pendant qu'ils étudient les comptes. La Chambre des comptes nait avec les fils de Philippe le Bel et l'ordonnance du Vivier-en-Brie prise par Philippe V en janvier 1319/1320. On voit apparaître la distinction entre les recettes ordinaires qui proviennent du domaine du roi et des droits qui y sont attachés, et les recettes extraordinaires, à l'origine temporaires, constituées par les impôts levés pour financer des évènements particuliers, en général la guerre. Les aides sont créées pour payer la rançon de Jean le Bon, en 1360, la gabelle recréée par Philippe le Bel, les traites et le fouage sont mis en place progressivement et ont souvent été à l'origine de révoltes populaires. La levée de ces recettes extraordinaires est gérée par le général des finances. La Chambre des comptes de Paris va contrôler les recettes ordinaires et extraordinaires.
Son organisation et ses procédures ont servi de références à toutes les Chambres des comptes établies en France.

### De la chambre des comptes à la Cour des comptes
Le 7 septembre 1790 l'Assemblée constituante a arrêté le principe de la suppression des chambres des comptes. Le décret du 22 décembre 1790 décide que « toute présentation de comptes aux chambres des comptes cessera de ce jour ». La loi rendant effective cette décision est prise le 5 janvier 1791.
L'Assemblée constituante a créé le Bureau de comptabilité, transformé en Commission de la comptabilité sous la Convention.
La loi du 16 septembre 1807 a créé la Cour des comptes.

## Chambre des comptes des principautés
Dans le royaume normand de Sicile, l'institution de contrôle des comptes était établie à Palerme. Elle s'est ensuite établie à Naples avec le royaume des Deux-Siciles. Elle y est connue comme Grand'Cour des maîtres des comptes, Gran Corte dei maestri razionali. Cette institution a été reprise dans le royaume angevin de Naples. Ils ont repris ce modèle de contrôle des comptes dans la Chambre des comptes de Provence avec les maîtres rationaux.
L'organisation de cette chambre a aussi inspirée la création de la Chambre des comptes du Dauphiné par Humbert II de Viennois qui avait séjourné à Naples avant de devenir dauphin de Viennois.
La Chambre des comptes de Paris a servi de modèle aux Chambres des comptes princières établies par des princes de la famille capétienne : 
- ducs Valois de Bourgogne avec la Chambre des comptes de Bourgogne, la Chambre des comptes de Dole en Comté de Bourgogne, la Chambre des comptes de Lille en Flandre wallonne, la Chambre des comptes de Nevers et la Chambre des comptes de Bruxelles en duché de Brabant[6] ;
- ducs de Bourbon, avec la Chambre des comptes de Moulins ;
- ducs d'Orléans, avec la Chambre des comptes de Blois.

Hors du domaine capétien, des princes dont les domaines se trouvaient proches du royaume de France ont créé des Chambres des comptes en s'inspirant de l'exemple français :
- ducs de Bretagne, vassaux du roi de France mais largement autonomes en fait, avec la Chambre des comptes de Bretagne ;
- ducs de Bar, princes du Saint-Empire, avec la Chambre des comptes de Bar-le-Duc ;
- ducs de Lorraine, avec la Chambre des comptes de Lorraine ;
- ducs de Savoie, avec la Chambre des comptes de Savoie, d'inspiration également anglaise.
- rois de Navarre, avec la Chambre des comptes de Navarre, créée en 1365, par ordonnance du roi Charles II, sur le modèle de la Chambre des comptes de Paris. Cette chambre des comptes ne doit pas être confondue avec la Chambre des comptes de Pau fondée en 1527 par Henri II, roi de Navarre, avec pour ressort la Basse-Navarre, le Béarn, les comtés de Foix et de Bigorre, les vicomtés de Marsan, Tursan, Gavardon, Lautrec, Nebouzan, les baronnies de Captieux, et d'Aster-Villemur[7].

## Contrôle des comptes d'institutions non souveraines
Le contrôle des comptes est un problème qui s'est généralisé dans les différentes organisations qui structuraient la vie sociale entre le XIIIe et le XIVe siècle :
- dans les ordres monastiques, dès le XIIIe siècle, face à la centralisation accrue de l'Église et de la monarchie, comme on le constate pour les deux grands ordres monarchiques médiévaux, l'ordre cistercien et l'ordre de Cluny[8].
- dans les municipalités[9],[10].
- dans les seigneuries[11].